# Naoko Mori
Naoko Mori (Japans: 森 尚子, Mori Naoko) (Nagoya, 19 november 1975) is een Japanse actrice, die sinds haar jeugd in Groot-Brittannië woont en daar ook werkt.

## Loopbaan
Mori is bekend van haar rollen in de Britse televisieseries Absolutely Fabulous (als Saffrons vriendin Sarah), Doctor Who en de spin-off Torchwood (als het computergenie Toshiko Sato).

## Filmografie
| Jaar      | Film                | Rol                    | Opmerkingen                                      |
| --------- | ------------------- | ---------------------- | ------------------------------------------------ |
| 1992      | Desmond's           | Caroline               | Aflevering: Growing Pains                        |
| 1992–2011 | Absolutely Fabulous | Sarah                  | 12 afleveringen                                  |
| 1993–1994 | Casualty            | Mie Nishi-Kawa         | 7 afleveringen                                   |
| 1995      | Hackers             | Tokyo Hacker           |                                                  |
| 1997      | Spice World         | Nicola                 |                                                  |
| 1997      | Thief Takers        | Minako Takahashi       | Aflevering: Brand Loyalty & Black Mist           |
| 1998      | Bugs                | Melissa                | Aflevering: Jewel Control                        |
| 1999      | Psychos             | Mariko Harris          |                                                  |
| 1999      | Topsy-Turvy         | Miss 'Sixpence Please' |                                                  |
| 2000      | Running Time        | Michelle               |                                                  |
| 2001      | Judge John Deed     | Mutsumi Yesayahoo      | Aflevering: Appropriate Response & Rough Justice |
| 2002      | Murder in Mind      | Naomi                  | Aflevering: Rage                                 |
| 2002      | Spooks              | Annette                | Aflevering: The Rose Bed Memoirs                 |
| 2002      | Doctors             | Molly Fletcher         | Aflevering: Feet of Clay                         |
| 2003      | Manchild            | Geisha Girl            |                                                  |
| 2003      | Mile High           | Natsumi                | Aflevering: Series One, Episode 13               |
| 2004      | The Smoking Room    | Naoko                  |                                                  |
| 2005      | Doctor Who          | Doctor Sato            | Aflevering: Aliens of London                     |
| 2005      | Hiroshima           | Shige Hiratsuka        |                                                  |
| 2006      | Little Miss Jocelyn | Beautician             | Aflevering: Series One, Episode 5                |
| 2006–2009 | Torchwood           | Toshiko Sato           | Twee seizoenen (26 afleveringen)                 |
| 2009      | Maneater            | Morgan Tan             |                                                  |
| 2010      | Lennon Naked        | Yoko Ono               |                                                  |
| 2011      | Private Practice    | Patricia Ramsey        | Aflevering: If You Don’t Know Me By Now          |
| 2011      | Three Inches        | Annika                 | Aflevering: Pilot                                |
| 2012      | Vexed               | Satchi Kyoto           |                                                  |
| 2012      | Rocket's Island     | Liz                    |                                                  |
| 2015      | Everest             | Yasuko Namba           |                                                  |
| 2015      | Midsomer Murders    | Nadia Simons           | Episode 17.4 A Vintage Murder                    |
| 2015      | Humans              | Fiona                  | Episode #1.4                                     |

- Bibliothèque nationale de France: cb15745230k (data)
- International Standard Name Identifier: 0000 0003 7185 9931
- Library of Congress Control Number: no2008071036
- Système universitaire de documentation: 19630248X
- Virtual International Authority File: 7200617